# Michael Reagan
Michael Edward Reagan (nascido John Charles Flaugher; 18 de março de 1945) é um comentarista político conservador americano, estrategista republicano e ex-apresentador de programa de rádio. É filho adotivo do ex-presidente dos Estados Unidos Ronald Reagan e de sua primeira esposa, a atriz Jane Wyman. Ele trabalha como colunista da Newsmax.

## Início da vida
Michael Edward Reagan nasceu John Charles Flaugher no Hollywood Presbyterian Medical Center, em Los Angeles, filho de Essie Irene Flaugher (18 de outubro de 1916 - 26 de dezembro de 1985), uma mulher solteira de Kentucky que engravidou em um relacionamento com John Bourgholtzer (1918-1993), um cabo do Exército dos Estados Unidos. Ele foi adotado por Ronald Reagan e Jane Wyman logo após seu nascimento.
Foi expulso da Loyola High School após um curto período na escola e, em 1964, formou-se na Judson School, um internato nos arredores de Scottsdale, Arizona. Frequentou a Arizona State University por menos de um semestre e o Los Angeles Valley College, mas nunca se formou.
Em 1965, o FBI avisou Ronald Reagan que, no decorrer de uma investigação sobre o crime organizado, havia descoberto que seu filho Michael estava associado ao filho do chefe do crime Joseph Bonanno, o que teria se tornado um problema para a campanha de Reagan se fosse de conhecimento público. Reagan agradeceu ao FBI e disse que diria a seu filho para interromper discretamente a associação.

## Carreira

### Vendedor
Em algum momento antes de setembro de 1970, Reagan estava trabalhando como vendedor para a empresa de roupas Hart Schaffner Marx. Em seguida, tornou-se diretor de serviços de bufê para eventos especiais na Michaelson Food Service Company, em Los Angeles. Em 1981, Reagan foi contratado como vendedor da Industrial Circuits, uma empresa de placas de circuito de propriedade de Robert Herring.

### Ator
Reagan tem tido pequenos papéis em filmes e programas de televisão desde 1985, incluindo Falcon Crest, estrelado por sua mãe, Jane Wyman.

### Televisão
Em 1987, Reagan foi o apresentador da primeira temporada do game show de televisão Lingo.

### Rádio
Seu trabalho no rádio começou no sul da Califórnia como apresentador convidado do programa de rádio do comentarista Michael Jackson na KABC, em Los Angeles. Depois desse início, ele conseguiu uma vaga no programa de rádio KSDO, em San Diego.
Reagan também apresentou o The Michael Reagan Show em todo o país durante a maior parte da década de 2000. O programa foi distribuído de várias formas na Premiere Networks e na Radio America. Desde então, ele tem se concentrado em falar em público sobre seu pai.

### Autor
Em 1988, ele escreveu, com Joe Hyams, uma autobiografia, Michael Reagan: On the Outside Looking In. Ele também escreveu que foi abusado sexualmente aos sete anos de idade por um conselheiro de acampamento.
Em 2005, ele escreveu Twice Adopted sobre seus sentimentos de rejeição por ter sido adotado, o divórcio dos pais e o fato de ter se tornado cristão.

## Comentários políticos

### Casamento entre pessoas do mesmo sexo
Em abril de 2013, em uma coluna sindicalizada, Reagan acusou as igrejas americanas de não lutarem com afinco suficiente para impedir o casamento entre pessoas do mesmo sexo. Ele escreveu que, em relação aos argumentos que apoiam o casamento gay, argumentos semelhantes poderiam ser usados para apoiar a poligamia, a zoofilia e o assassinato. Como ele escreveu: "Há também uma ladeira muito escorregadia que leva a outros relacionamentos alternativos e à inconstitucionalidade de qualquer lei baseada na moralidade. Pense na poligamia, na zoofilia e talvez até no assassinato."

### Pedido pela execução de Mark Dice
Em junho de 2008, Mark Dice lançou uma campanha pedindo às pessoas que enviassem cartas e DVDs para as tropas americanas estacionadas no Iraque que apoiassem a teoria de que os ataques de 11 de setembro foram um "trabalho interno". A "Operação Informar os Soldados", como Dice a chamou, fez com que Reagan comentasse que Dice deveria ser executado por traição. A Fairness and Accuracy in Reporting, uma organização liberal/progressista de crítica de mídia, pediu à Radio America na época que explicasse se ela permite que "seus apresentadores clamem por assassinato no ar".

### Suporte para criação de perfis
Ele se manifestou a favor da criação de perfis em outubro de 2014. Em um artigo chamado Profile or Die, ele escreveu que caberia aos cidadãos se defenderem se houvesse um ataque contra eles por terroristas como o Estado Islâmico.

## Problemas legais
Em 1981, Reagan foi acusado de violações criminais das leis de valores mobiliários da Califórnia em documentos judiciais. O promotor público do condado de Los Angeles alegou que Reagan havia atraído investidores para acordos ilegais de ações e vendido ações apesar do fato de não ter permissão legal para fazê-lo. O escritório do promotor público investigou alegações de que Reagan gastou indevidamente o dinheiro investido por outros em uma empresa, a Agricultural Energy Resources, que ele operava a partir de sua casa em um empreendimento para desenvolver o potencial do gasohol, uma combinação de álcool e gasolina. Os investigadores disseram que também estavam verificando se ele havia gasto até US$ 17.500 do dinheiro dos investidores em suas despesas de subsistência. O gabinete do promotor público inocentou Reagan de ambas as acusações no final daquele ano.
Em 20 de setembro de 2012, Reagan, Tim Kelly e Jay Hoffman foram processados por um sócio, por supostamente reter a participação do sócio em um negócio de e-mail construído em torno do nome de domínio Reagan.com. Em 2015, um júri do Tribunal Superior de Los Angeles considerou Reagan responsável por conversão e violação de dever fiduciário. Reagan e seus parceiros de negócios foram condenados a pagar US$ 662.500 cada um por danos.

## Vida pessoal
Em junho de 1971, Reagan se casou com Pamela Gail Putnam (nascida em 1952), filha de Duane Putnam, ex-técnico de futebol americano do Atlanta Falcons. O casal se divorciou em 1972.
Ele se casou com Colleen Sterns, uma decoradora de interiores, em 1975 na The Church on the Way. Eles têm dois filhos, Cameron e Ashley. Em 2010, Reagan e sua esposa moravam na área de Toluca Lake, em Los Angeles.
Em janeiro de 2011, ele chamou seu irmão adotivo Ron Reagan, o filho biológico de Ronald Reagan e sua segunda esposa, Nancy Davis Reagan, de "vergonha" por especular em um livro de memórias que o pai deles sofria de mal de Alzheimer quando era presidente.